# Christian zu Leiningen-Westerburg
Christian zu Leiningen-Westerburg gróf, teljes német nevén Christian Franz Seraph Vincenz Graf zu Leiningen-Westerburg in Neuleiningen (Grác, 1812 – Krakkó, 1856. október 1.) a Leiningen-ház Westerburg-Neuleiningen ágából származó császári és királyi altábornagy.

## Élete
Nagy hagyományokkal rendelkező katonacsaládból származott. Apja, Christian Ludwig zu Leiningen-Westerburg-Neuleiningen (1771–1819) és nagybátyja, August Georg zu Leiningen-Westerburg-Neuleiningen (1770–1849) is kiváló katona volt (mindketten megkapták a Mária Terézia-rendet). Christian unokaöccse, a magyar oldalon harcoló Leiningen-Westerburg Károly honvéd tábornok az aradi vértanúk egyike lett.
Christian édesanyja, a velencei Seraphina Franziska von Porcia grófnő 1817-ben hunyt el, apja, Christian Ludwig gróf 1819-ben. Az árván maradt gyermekeket, Christiant és nővérét, Seraphine Franziska Barbarát (1810–1874) gyermektelen nagybátyjuk, August Georg gróf és felesége, Charlotte Sophie Scholz von Schmettau (1790–1860) vette magához, és gondoskodott neveltetésükről.
Szépen haladt a ranglétrán, mert 1830-ban hadnagy a 49. gyalogezrednél, 1833-ban már százados és 1840-ben pedig őrnagy. 1844-ben ezredessé léptették elő, és egyben kinevezték a 31. gyalogezred parancsnokává (az alakulat egyébként a nagybácsi nevét viselte).
1848 nyarán a magyar kormány kérésére a magyarországi kiállítású ezredek egy részét hazavezényelték, így a Nagyszeben környékéről kiállított 31. gyalogezred Lembergből a Délvidékre került. Itt azonban ekkorra már megváltozott a helyzet, így az ezred szembefordult a magyar kormánnyal, és csatlakozott a temesvári várőrséghez, ahol Leiningen a mozgó dandár parancsnoka lett. Számos ütközetben mért vereséget a magyar forradalmi csapatokra.
December 14-én román felkelőkkel kiegészített dandárával (8 000 fő) áttörte az aradi ostromzárat, és kéthavi készletet juttatott be a várba. 1849. február 8-án Todorovics tábornokkal együtt ismét megtámadta az aradi magyar csapatokat és elfoglalta a várost. Néhány öntevékeny magyar tiszt helytállásának köszönhetően azonban a császári győzelem végül vereséggé változott.
Áprilisban Bem tábornok csapatai elől kénytelen volt visszahúzódni a várba. Szerencséjére a magyar hadvezetésben ekkor tisztázatlanok voltak az alárendeltségi viszonyok, így Vécsey nem engedelmeskedett Bem utasításának, és nem küldött csapatokat, hogy Leiningent elvágják Temesvártól, és bekerítsék (április 25.). Május 12-én kitörést vezetett a várat megfigyelő magyar dandár ellen, a kezdeti siker után azonban a erősítést kapott honvédek visszaverték. Még a szabadságharc alatt vezérőrnaggyá, majd a szabadságharc leverése után altábornaggyá léptették elő. 1850 és 1855 között több diplomáciai küldetésben vett részt, 1855-től a Krakkóban állomásozó II. gyalogos hadtest parancsnoka lett.